# Tata Steel 2024
Il Tata Steel Chess Tournament 2024 è stata l'86ª edizione del Torneo di scacchi di Wijk aan Zee, che si è svolta dal 12 al 28 gennaio del 2024. Il torneo è stato vinto dal grande maestro cinese Wei Yi, che ha sconfitto l'indiano Gukesh nella finale degli spareggi.

## Torneo

### Formula
Sia il torneo Masters che il torneo Challengers prevedono un solo girone di round robin tra 14 partecipanti per un totale di 13 turni. Il primo classificato del torneo Masters al completamento dei turni viene dichiarato il vincitore dell'edizione 2023 del Tata Steel. La cadenza di gioco è di 100 minuti per le prime 40 mosse, 50 minuti per le successive 20, 30 secondi di abbuono per ogni mossa a partire dalla prima.

#### Spareggio
Era previsto uno spareggio per stabilire il vincitore del torneo in funzione del numero di giocatori che sarebbero arrivati a pari merito.
1. Due giocatori a pari merito: si disputa uno spareggio blitz di due partite a 3 minuti e 2 secondi incremento da mossa 1, in caso di ulteriore parità si disputa una sola partita chiamata sudden death con 2 minuti e 30 secondi al bianco e 3 minuti al nero e 2 secondi di incremento da mossa 1 per entrambi. In caso di ulteriore parità si procede ancora ad oltranza: il giocatore che ha avuto il Nero alla prima partita sudden death riceverà il Bianco per le due sudden death successive e viceversa.
2. Tre giocatori a pari merito: si disputa un girone a tre di sola andata, in caso di ulteriore pari merito di tutti e tre i giocatori si disputa ancora un nuovo girone a colori invertiti. Con un'ulteriore parità si procede ad oltranza con i gironi all'italiana continuando a invertire i colori. Se da uno di questi gironi emergono due primi a pari merito, si rientra nel caso dello spareggio a due giocatori.
3. Quattro giocatori a pari merito: si disputa un mini-torneo a eliminazione diretta, con semifinali e finale. Le semifinali vengono sorteggiate secondo una classifica avulsa tra i quattro a pari merito, dove il primo incontra il quarto e il secondo incontra il terzo. I criteri della classifica sono:
  1. gli scontri diretti
  2. il Sonneborn-Berger
  3. il giocatore che ha avuto più volte il nero
  4. sorteggio

La finale ha le stesse regole dello spareggio a due giocatori.
4. Cinque o più giocatori a pari merito: anche in questo caso si disputa un girone all'italiana di sola andata, procedendo ad oltranza e invertendo i colori finché non emerga un vincitore fra i cinque. In quest'ultimo caso in funzione del numero di giocatori rimasti si rientra nei casi precedenti.

## Partecipanti
Dopo nove partecipazioni consecutive l'ex campione del mondo Magnus Carlsen non ha presenziato al torneo. Non accadeva dal 2014.
| R.   | Giocatore             | Elo  |
| ---- | --------------------- | ---- |
| 3º   | Ding Liren            | 2780 |
| 5º   | Alireza Firouzja      | 2777 |
| 6º   | Jan Nepomnjaščij      | 2761 |
| 8º   | Anish Giri            | 2752 |
| 12º  | Gukesh                | 2746 |
| 15º  | Praggnanandhaa        | 2741 |
| 18º  | Parham Maghsoodloo    | 2732 |
| 22º  | Wei Yi                | 2729 |
| 25º  | Nodirbek Abdusattorov | 2722 |
| 28º  | Vidit                 | 2715 |
| 36º  | Jorden Van Foreest    | 2700 |
| 75º  | Alexander Donchenko   | 2664 |
| 107º | Max Warmerdam         | 2638 |
| 342º | Ju Wenjun             | 2560 |

## Risultati

### Calendario
| Turno 1 – 13 gennaio 2024  | Turno 1 – 13 gennaio 2024  | Turno 1 – 13 gennaio 2024 |
| -------------------------- | -------------------------- | ------------------------- |
| Jorden Van Foreest         | Alireza Firouzja           | 0–1                       |
| Max Warmerdam              | Jan Nepomnjaščij           | 0–1                       |
| Ju Wenjun                  | Anish Giri                 | 0–1                       |
| Vidit                      | Ding Liren                 | ½–½                       |
| Alexander Donchenko        | Wei Yi                     | 0–1                       |
| Gukesh                     | Nodirbek Abdusattorov      | ½–½                       |
| Praggnanandhaa             | Parham Maghsoodloo         | ½–½                       |
| Turno 2 – 14 gennaio 2024  |                            |                           |
| Alireza Firouzja (1)       | Parham Maghsoodloo (½)     | 1–0                       |
| Nodirberk Abdusattorov (½) | Praggnanandhaa (½)         | ½–½                       |
| Wei Yi (1)                 | Gukesh (½)                 | 0–1                       |
| Ding Liren (½)             | Alexander Donchenko (0)    | ½–½                       |
| Anish Giri (1)             | Vidit (½)                  | ½–½                       |
| Jan Nepomnjaščij (1)       | Ju Wenjun (0)              | ½–½                       |
| Jorden Van Foreest (0)     | Max Warmerdam (0)          | 0–1                       |
| Turno 3 – 15 gennaio 2024  |                            |                           |
| Max Warmerdam (1)          | Alireza Firouzja (2)       | ½–½                       |
| Ju Wenjun (½)              | Jorden Van Foreest (0)     | 0–1                       |
| Vidit (1)                  | Jan Nepomnjaščij (1½)      | ½–½                       |
| Alexander Donchenko (½)    | Anish Giri (1½)            | 0–1                       |
| Gukesh (1½)                | Ding Liren (1)             | 0–1                       |
| Praggnanandhaa (1)         | Wei Yi (1)                 | ½–½                       |
| Parham Maghsoodloo (½)     | Nodirbek Abdusattorov (1)  | 0–1                       |
| Turno 4 – 16 gennaio 2024  |                            |                           |
| Alireza Firouzja (2½)      | Nodirberk Abdusattorov (2) | ½–½                       |
| Wei Yi (1½)                | Parham Maghsoodloo (½)     | 1–0                       |
| Ding Liren (2)             | Praggnanandhaa (1½)        | 0–1                       |
| Anish Giri (2½)            | Gukesh (1½)                | 1–0                       |
| Jan Nepomnjaščij (2)       | Alexander Donchenko (½)    | ½–½                       |
| Jorden Van Foreest (1)     | Vidit (1½)                 | ½–½                       |
| Max Warmerdam (1½)         | Ju Wenjun (½)              | ½–½                       |
| Turno 5 – 18 gennaio 2024  |                            |                           |
| Ju Wenjun (1)              | Alireza Firouzja (3)       | 1–0                       |
| Vidit (2)                  | Max Warmerdam (2)          | ½–½                       |
| Alexander Donchenko (1)    | Jorden Van Foreest (1½)    | ½–½                       |
| Gukesh (1½)                | Jan Nepomnjaščij (2½)      | 1–0                       |
| Praggnanandhaa (2½)        | Anish Giri (3½)            | ½–½                       |
| Parham Maghsoodloo (½)     | Ding Liren (2)             | ½–½                       |
| Nodirbek Abdusattorov (2½) | Wei Yi (2½)                | ½–½                       |
| Turno 6 – 19 gennaio 2024  |                            |                           |
| Alireza Firouzja (3)       | Wei Yi (3)                 | 1–0                       |
| Ding Liren (2½)            | Nodirbek Abdusattorov (3)  | ½–½                       |
| Anish Giri (4)             | Parham Maghsoodloo (1)     | ½–½                       |
| Jan Nepomnjaščij (2½)      | Praggnanandhaa (3)         | ½–½                       |
| Jorden Van Foreest (2)     | Gukesh (2½)                | 0–1                       |
| Max Warmerdam (2½)         | Alexander Donchenko (1½)   | 1–0                       |
| Ju Wenjun (2)              | Vidit (2½)                 | ½–½                       |
| Turno 7 – 20 gennaio 2024  |                            |                           |
| Vidit (3)                  | Alireza Firouzja (4)       | 1–0                       |
| Alexander Donchenko (1½)   | Ju Wenjun (3)              | ½–½                       |
| Gukesh (3½)                | Max Warmerdam (2½)         | 1–0                       |
| Praggnanandhaa (3½)        | Jorden Van Foreest (2)     | ½–½                       |
| Parham Maghsoodloo (1½)    | Jan Nepomnjaščij (3)       | ½–½                       |
| Nodirbek Abdusattorov (3½) | Anish Giri (4½)            | 1–0                       |
| Wei Yi (3)                 | Ding Liren (3)             | ½–½                       |

| Turno 8 – 21 gennaio 2024  | Turno 8 – 21 gennaio 2024  | Turno 8 – 21 gennaio 2024 |
| -------------------------- | -------------------------- | ------------------------- |
| Alireza Firouzja (4)       | Ding Liren (3½)            | 1–0                       |
| Anish Giri (4½)            | Wei Yi (3½)                | ½–½                       |
| Jan Nepomnjaščij (3½)      | Nodirbek Abdusattorov (4½) | 1–0                       |
| Jorden Van Foreest (2½)    | Parham Maghsoodloo (2)     | ½–½                       |
| Max Warmerdam (2½)         | Praggnanandhaa (4)         | ½–½                       |
| Ju Wenjun (4)              | Gukesh (4½)                | ½–½                       |
| Vidit (4)                  | Alexander Donchenko (2)    | ½–½                       |
| Turno 9 – 23 gennaio 2024  |                            |                           |
| Alexander Donchenko (2½)   | Alireza Firouzja (5)       | 1–0                       |
| Gukesh (5)                 | Vidit (4½)                 | ½–½                       |
| Praggnanandhaa (4½)        | Ju Wenjun (4)              | 1–0                       |
| Parham Maghsoodloo (2½)    | Max Warmerdam (3)          | 1–0                       |
| Nodirbek Abdusattorov (4½) | Jorden Van Foreest (3)     | 1–0                       |
| Wei Yi (4)                 | Jan Nepomnjaščij (3½)      | 1–0                       |
| Ding Liren (3½)            | Anish Giri (5)             | ½–½                       |
| Turno 10 – 24 gennaio 2024 |                            |                           |
| Alireza Firouzja (5)       | Anish Giri (5½)            | ½–½                       |
| Jan Nepomnjaščij (3½)      | Ding Liren (4)             | 1–0                       |
| Jorden Van Foreest (3)     | Wei Yi (5)                 | ½–½                       |
| Max Warmerdam (3)          | Nodirbek Abdusattorov (5½) | 0–1                       |
| Ju Wenjun (4)              | Parham Maghsoodloo (3½)    | ½–½                       |
| Vidit (5)                  | Praggnanandhaa (5½)        | ½–½                       |
| Alexander Donchenko (3½)   | Gukesh (5½)                | 0–1                       |
| Turno 11 – 26 gennaio 2024 |                            |                           |
| Gukesh (6½)                | Alireza Firouzja (6)       | ½–½                       |
| Praggnanandhaa (6)         | Alexander Donchenko (3½)   | ½–½                       |
| Parham Maghsoodloo (4)     | Vidit (5½)                 | 0–1                       |
| Nodirbek Abdusattorov (6½) | Ju Wenjun (4½)             | 1–0                       |
| Wei Yi (5½)                | Max Warmerdam (3)          | 1–0                       |
| Ding Liren (4)             | Jorden Van Foreest (3½)    | ½–½                       |
| Anish Giri (6)             | Jan Nepomnjaščij (4½)      | ½–½                       |
| Turno 12 – 27 gennaio 2024 |                            |                           |
| Alireza Firouzja (6½)      | Jan Nepomnjaščij (5)       | 1–0                       |
| Jorden Van Foreest (3½)    | Anish Giri (6½)            | 0–1                       |
| Max Warmerdam (3)          | Ding Liren (4½)            | 0–1                       |
| Ju Wenjun (4½)             | Wei Yi (6½)                | 0–1                       |
| Vidit (6½)                 | Nodirbek Abdusattorov (7½) | 1–0                       |
| Alexander Donchenko (4)    | Parham Maghsoodloo (4)     | ½–½                       |
| Gukesh (7)                 | Praggnanandhaa (6½)        | ½–½                       |
| Turno 13 – 28 gennaio 2024 |                            |                           |
| Praggnanandhaa (7)         | Alireza Firouzja (7½)      | ½–½                       |
| Parham Maghsoodloo (4½)    | Gukesh (7½)                | 0–1                       |
| Nodirbek Abdusattorov (7½) | Alexander Donchenko (4½)   | 1–0                       |
| Wei Yi (7½)                | Vidit (7½)                 | 1–0                       |
| Ding Liren (5½)            | Ju Wenjun (4½)             | ½–½                       |
| Anish Giri (7½)            | Max Warmerdam (3)          | 1–0                       |
| Jan Nepomnjaščij (5)       | Jorden Van Foreest (3½)    | ½–½                       |

### Classifica
|    | Giocatore                          | Elo  | SB    | 1 | 2 | 3 | 4 | 5 | 6 | 7 | 8 | 9 | 10 | 11 | 12 | 13 | 14 | Totale |
| -- | ---------------------------------- | ---- | ----- | - | - | - | - | - | - | - | - | - | -- | -- | -- | -- | -- | ------ |
| 1  | Gukesh (India)                     | 2725 | 50.25 |   | 0 | ½ | 1 | ½ | ½ | ½ | 1 | 0 | ½  | 1  | 1  | 1  | 1  | 8.5    |
| 2  | Anish Giri (Paesi Bassi)           | 2749 | 50    | 1 |   | 0 | ½ | ½ | ½ | ½ | ½ | ½ | 1  | 1  | 1  | ½  | 1  | 8.5    |
| 3  | Nodirbek Abdusattorov (Uzbekistan) | 2727 | 49.5  | ½ | 1 |   | ½ | ½ | 0 | ½ | 0 | ½ | 1  | 1  | 1  | 1  | 1  | 8.5    |
| 4  | Wei Yi (Cina)                      | 2740 | 49    | 0 | ½ | ½ |   | 0 | 1 | ½ | 1 | ½ | 1  | 1  | ½  | 1  | 1  | 8.5    |
| 5  | Alireza Firouzja (Francia)         | 2759 | 48.5  | ½ | ½ | ½ | 1 |   | 0 | ½ | 1 | 1 | 0  | 0  | 1  | 1  | ½  | 7.5    |
| 6  | Vidit (India)                      | 2742 | 47.75 | ½ | ½ | 1 | 0 | 1 |   | ½ | ½ | ½ | ½  | ½  | ½  | 1  | ½  | 7.5    |
| 7  | Praggnanandhaa (India)             | 2743 | 39.25 | ½ | ½ | ½ | ½ | ½ | ½ |   | ½ | 1 | 1  | ½  | ½  | ½  | ½  | 7.5    |
| 8  | Jan Nepomnjaščij (FIDE)            | 2792 | 37.75 | 0 | ½ | 1 | 0 | 0 | ½ | ½ |   | 1 | ½  | ½  | ½  | ½  | 1  | 6.5    |
| 9  | Ding Liren (Cina)                  | 2780 | 38    | 1 | ½ | ½ | ½ | 0 | ½ | 0 | 0 |   | ½  | ½  | ½  | ½  | 1  | 6      |
| 10 | Ju Wenjun (Cina)                   | 2549 | 28.5  | ½ | 0 | 0 | 0 | 1 | ½ | 0 | ½ | ½ |    | ½  | 0  | ½  | ½  | 4.5    |
| 11 | Alexander Donchenko (Germania)     | 2643 | 28    | 0 | 0 | 0 | 0 | 1 | ½ | ½ | ½ | ½ | ½  |    | ½  | ½  | 0  | 4.5    |
| 12 | Jorden van Foreest (Paesi Bassi)   | 2682 | 27    | 0 | 0 | 0 | ½ | 0 | ½ | ½ | ½ | ½ | 1  | ½  |    | ½  | 0  | 4.5    |
| 13 | Parham Maghsoodloo (Iran)          | 2740 | 25    | 0 | ½ | 0 | 0 | 0 | 0 | ½ | ½ | ½ | ½  | ½  | ½  |    | 1  | 4.5    |
| 14 | Max Warmerdam (Paesi Bassi)        | 2625 | 22.5  | 0 | 0 | 0 | 0 | ½ | ½ | ½ | 0 | 0 | ½  | 1  | 1  | 0  |    | 4      |

### Spareggi
| Semifinale 1          | Semifinale 1 | Semifinale 1 | Semifinale 1 | Semifinale 1 | Semifinale 1 | Semifinale 1 |
|                       | B1           | B2           | SD           | Totale       |              |              |
| --------------------- | ------------ | ------------ | ------------ | ------------ | ------------ | ------------ |
| Nodirbek Abdusattorov | ½            | 0            |              | 0,5          |              |              |
| Wei Yi                | ½            | 1            |              | 1,5          |              |              |
| Semifinale 2          |              |              |              |              |              |              |
| Gukesh                | 1            | 0            | 1            | 2            |              |              |
| Anish Giri            | 0            | 1            | 0            | 1            |              |              |
| Finale                |              |              |              |              |              |              |
| Gukesh                | ½            | 0            |              | 0,5          |              |              |
| Wei Yi                | ½            | 1            |              | 1,5          |              |              |